# 山城站 (京畿道)
山城站（：／ Sanseong yeok */?）是首都圈電鐵8號線沿線的一座地下車站，位於韓國京畿道城南市壽井區新興洞7番地。開通時的站名為南漢山城站（남한산성역），1998年時改為現名。

## 車站結構
此站位於高地帶周邊，車站深度達55.4公尺，是全韓國第二深的車站。
站體採用廢棄型的2面2線側式月台構造，候車月台為曲線式設計，設有月台幕門，並有出口3處。

### 月台配置
| 南慰禮 ↑   |
| 牆壁 \| 上 |
| ↓ 南漢山城 |

| 月台 | 路線           | 目的地                                       |
| ---- | -------------- | -------------------------------------------- |
| 上行 | ●首爾地鐵8號線 | 南慰禮、福井、長旨、可樂市場、石村、别內方向 |
| 下行 | ●首爾地鐵8號線 | 南漢山城、新興、壽進、牡丹方向               |

## 歷史
- 1996年11月23日：落成啟用。

## 車站周邊
- 韓國第一理工大學（朝鲜语：한국폴리텍I대학）城南校區
- 倉成中學
- 壽井區廳
- 南漢山城
- 城南市壽井圖書館
- 壽井派出所

## 圖片

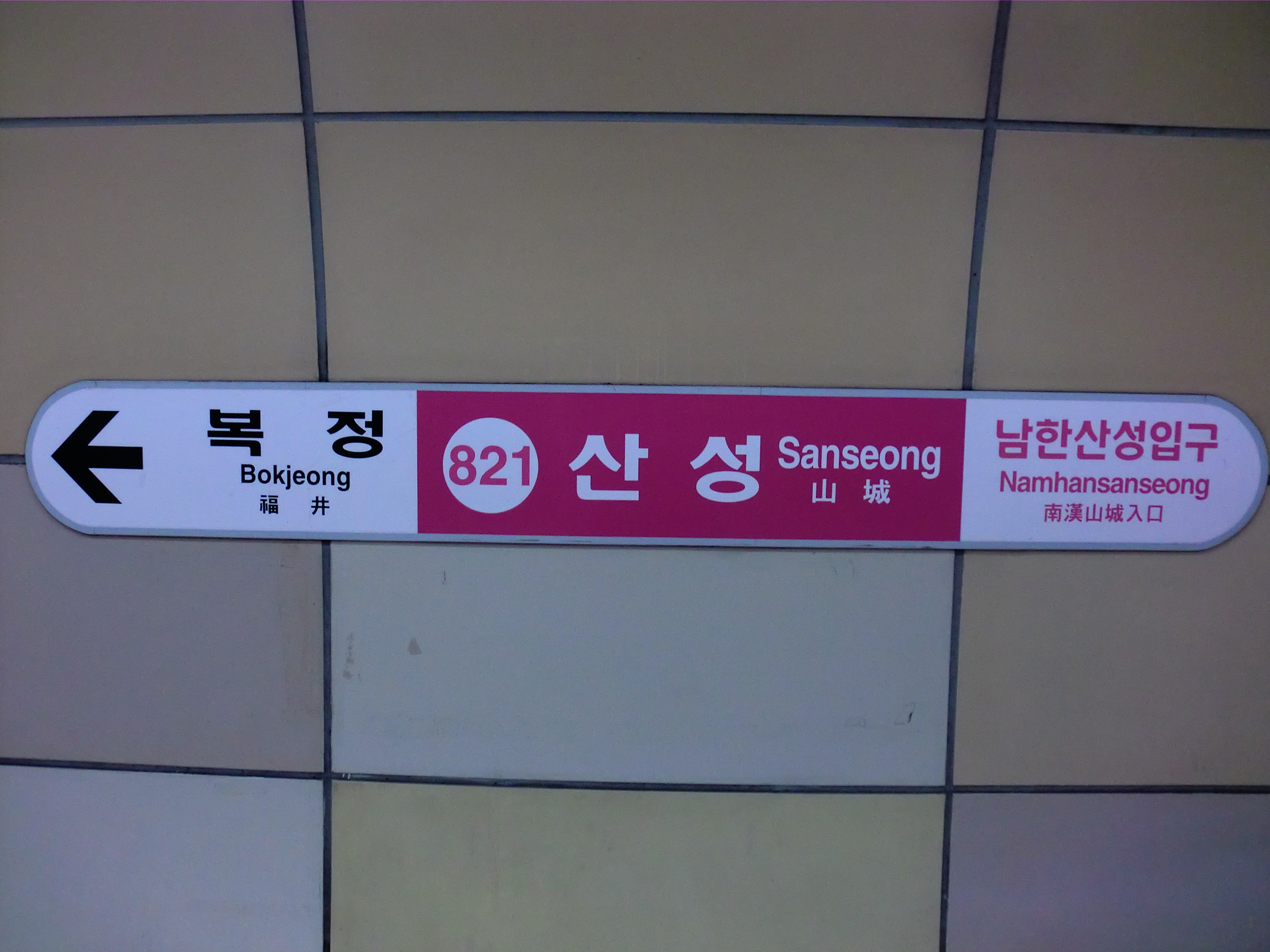
站名牌
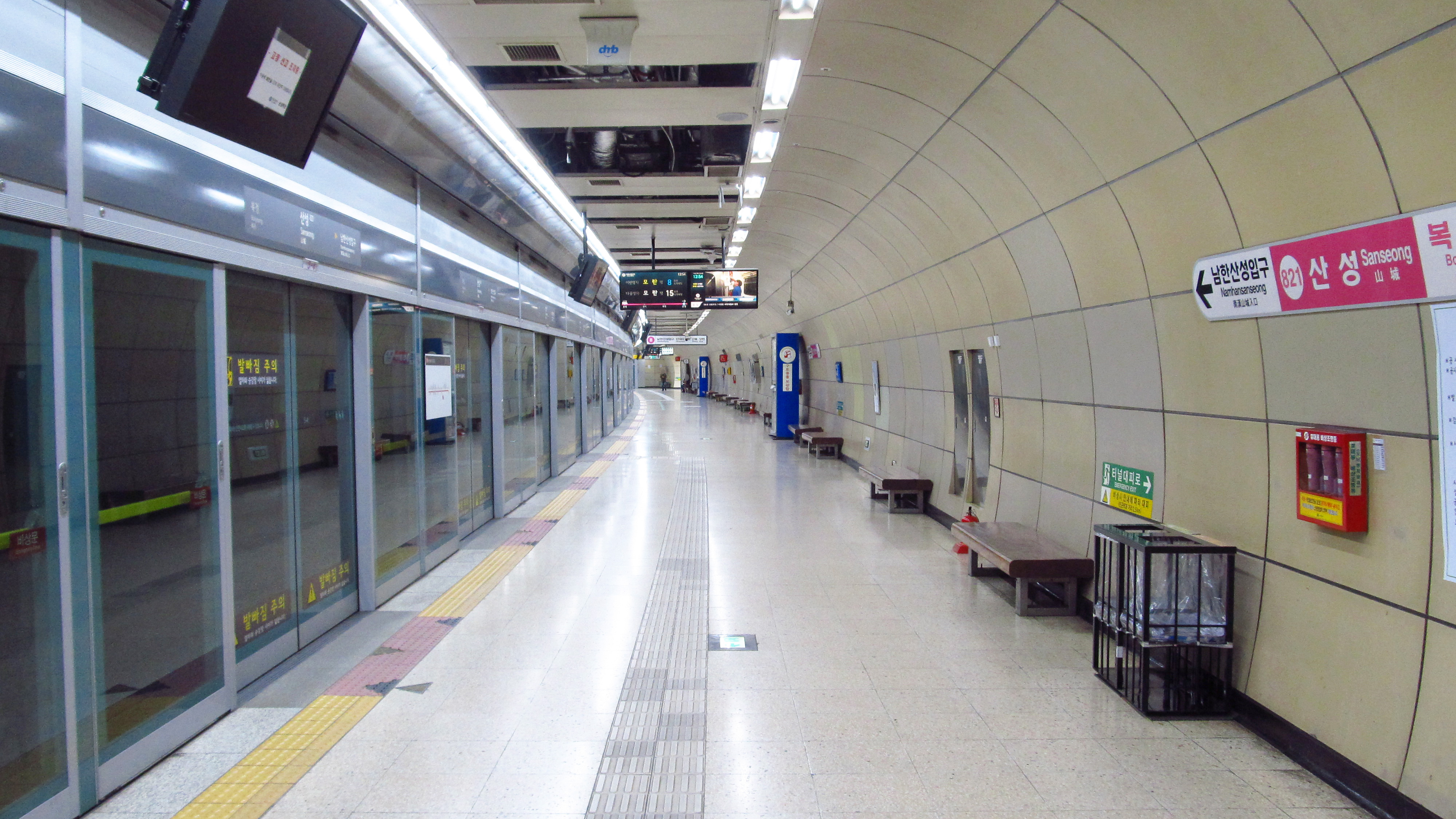
候車月台（往牡丹方向）
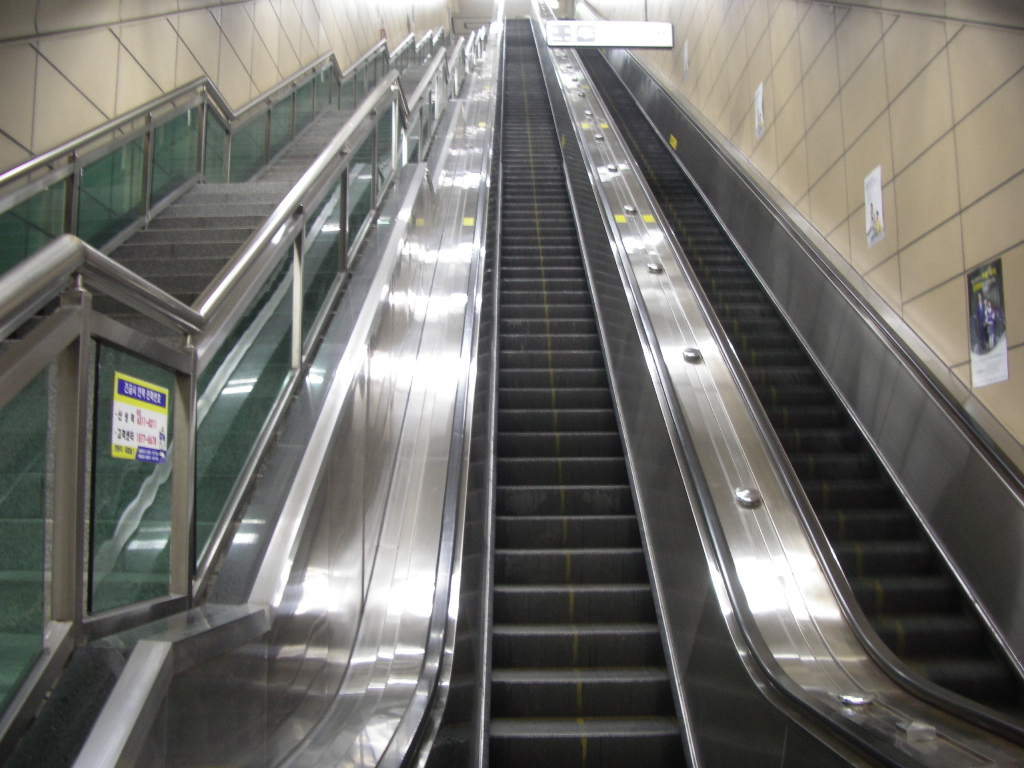
電扶梯
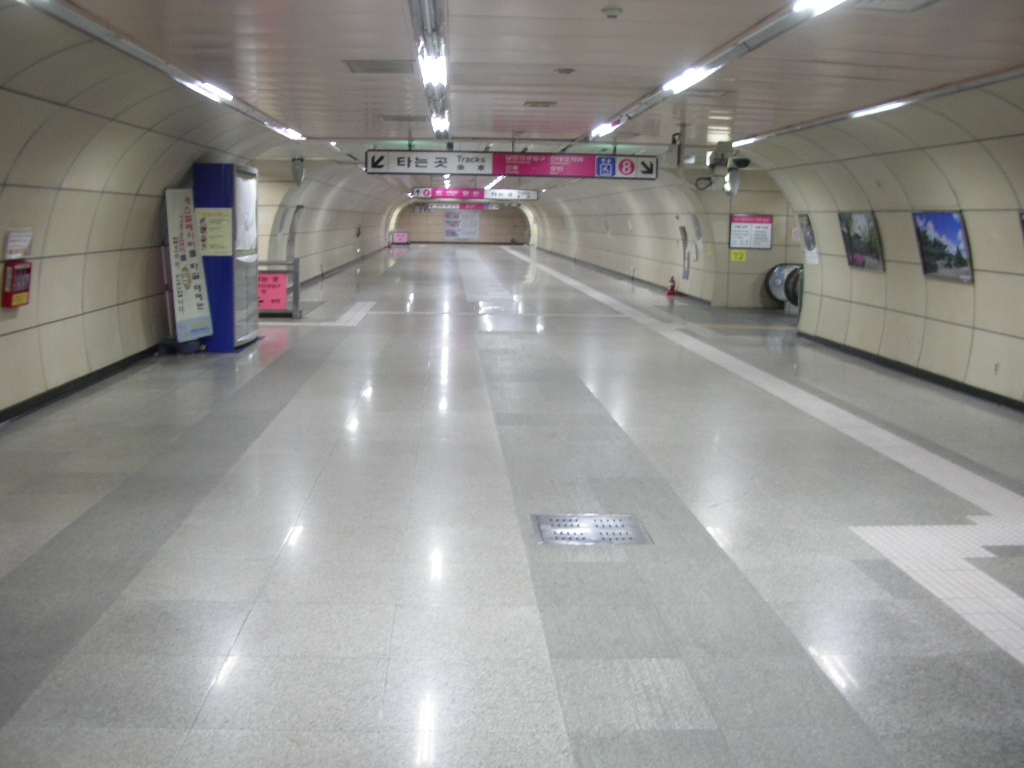
車站通道
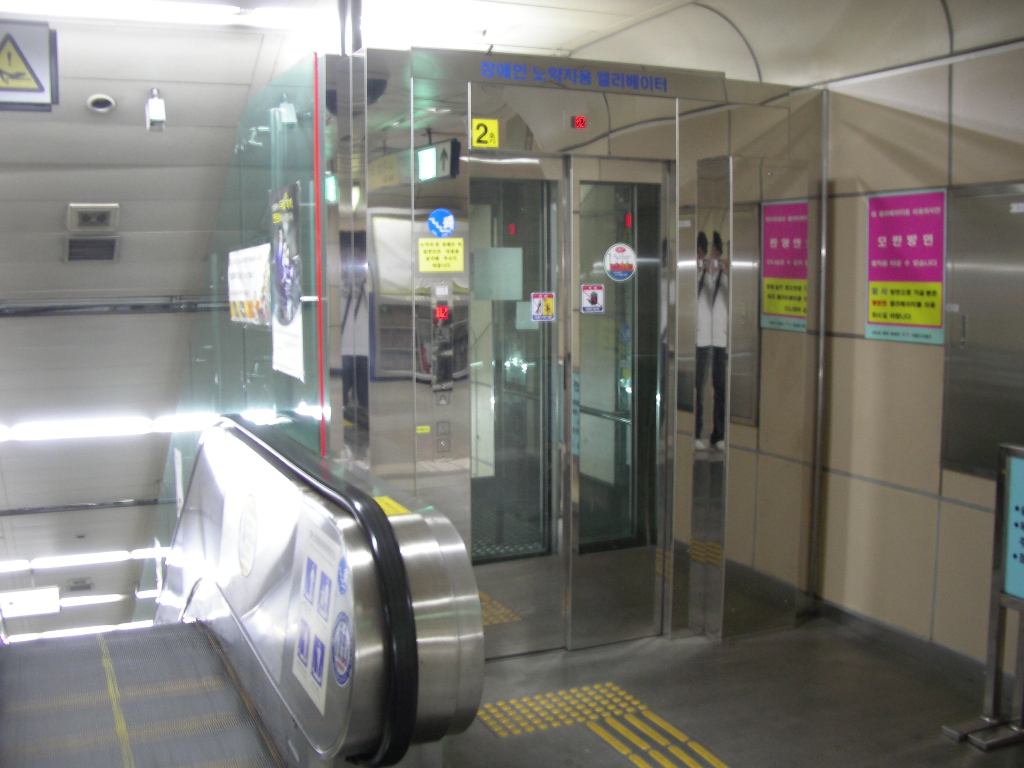
斜行式電梯
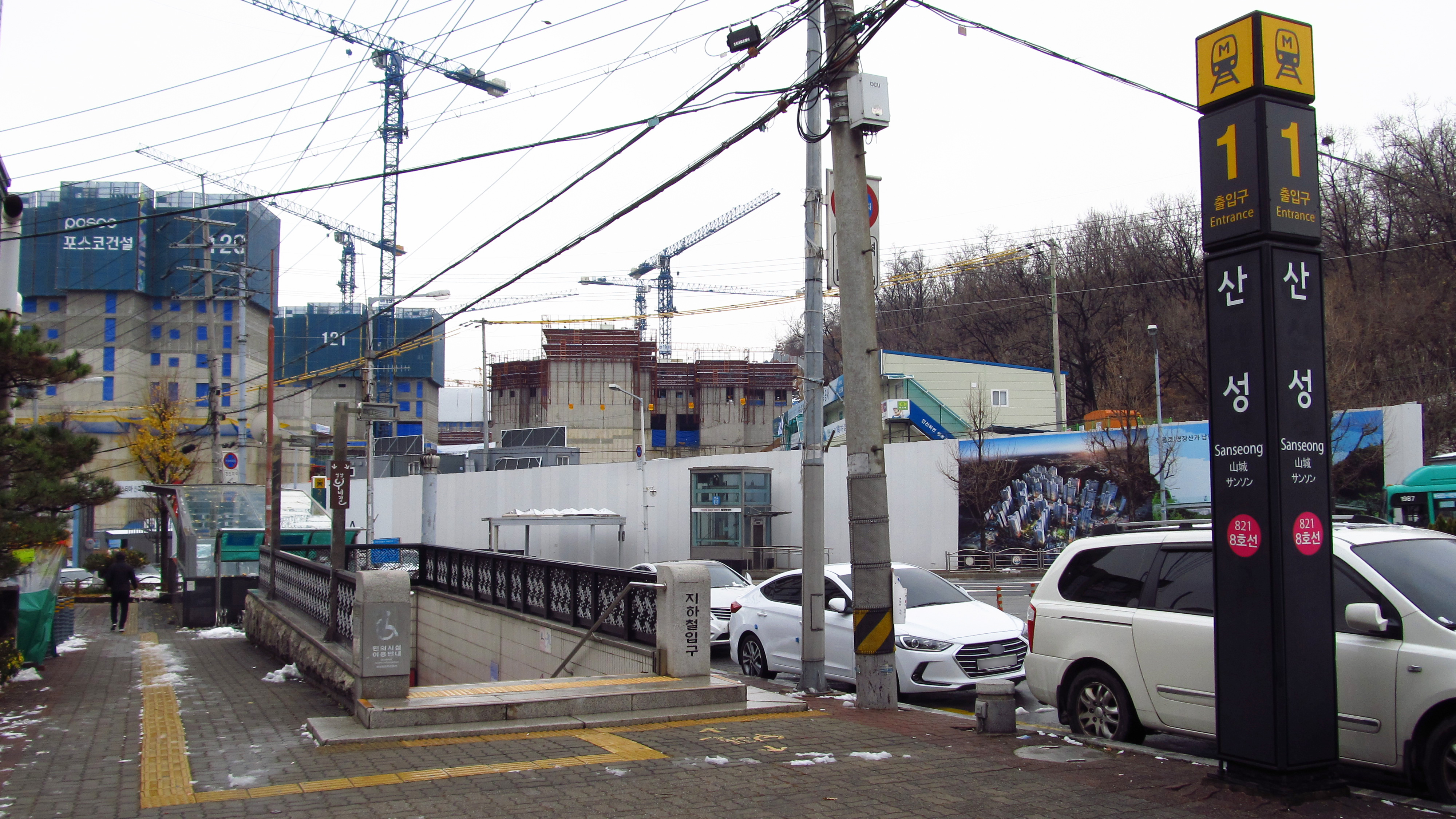
1號出口
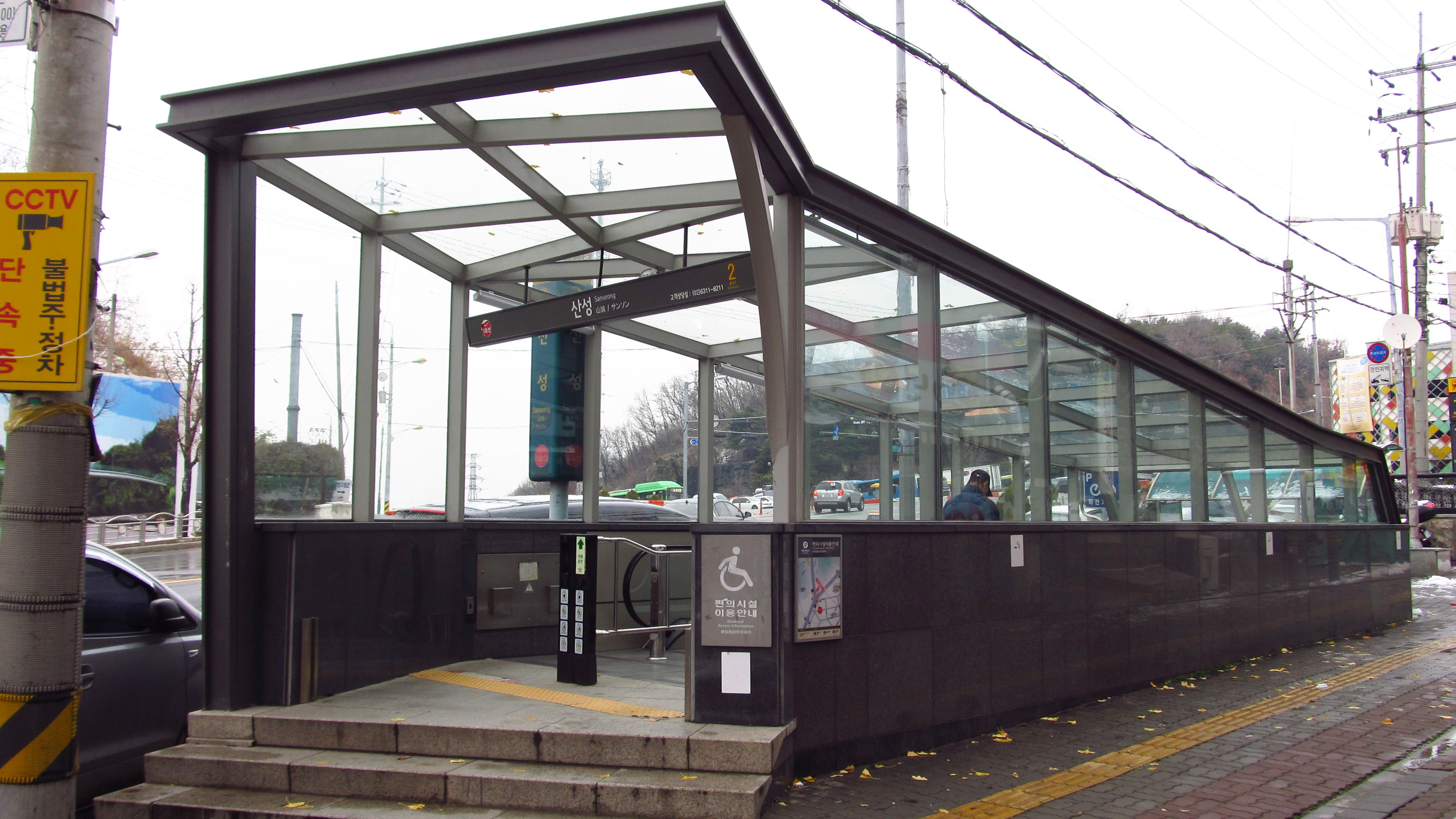
2號出口
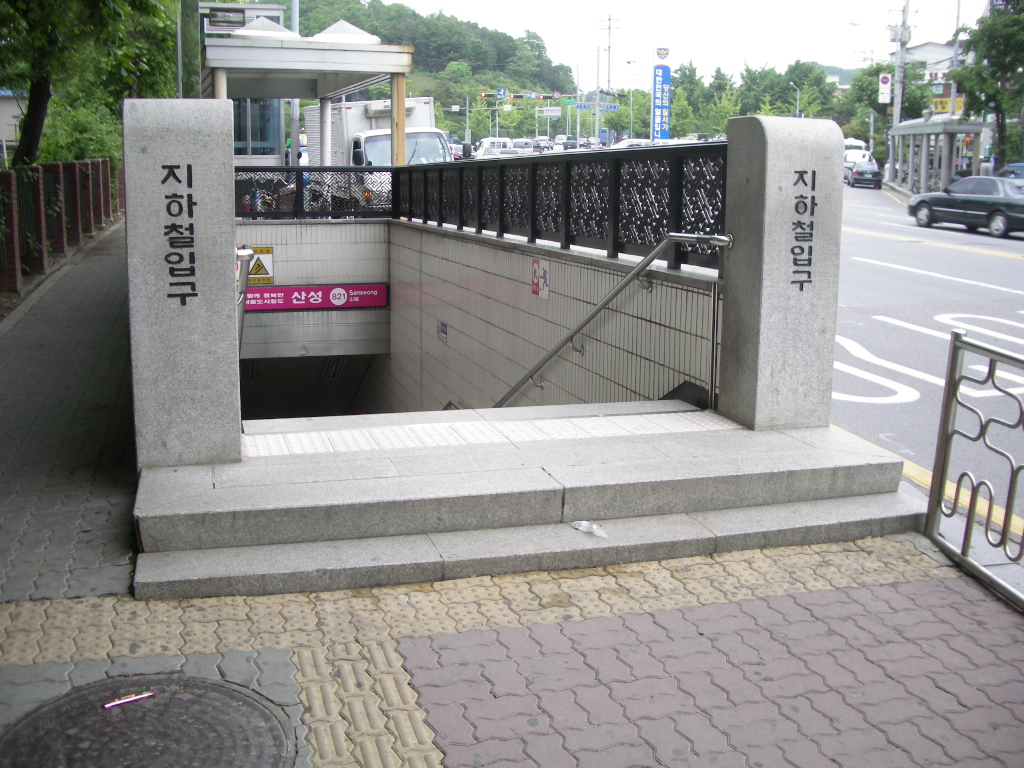
3號出口
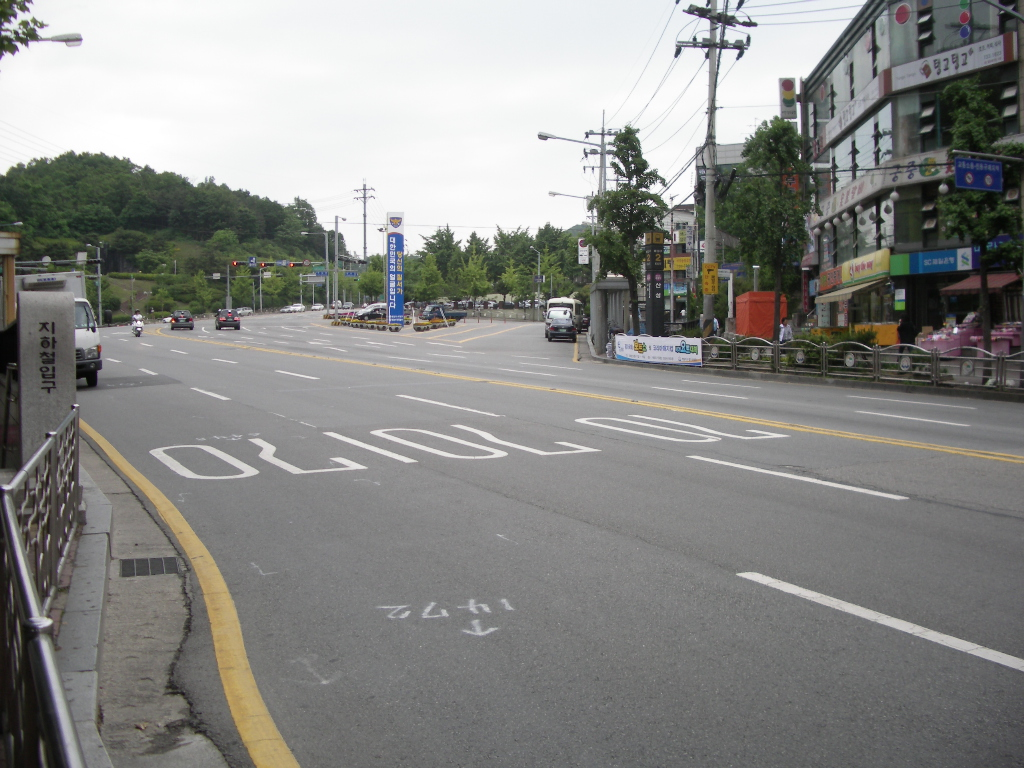
站外街景

## 相鄰車站
首爾交通公社
●首爾地鐵8號線
南慰禮（821）－山城（822）－南漢山城（823）